# Grzegorz Górniak
Grzegorz Antoni Górniak (ur. 28 lipca 1959 w Ziębicach) – polski polityk, rolnik, poseł na Sejm IV kadencji.

## Życiorys
Absolwent zasadniczej szkoły zawodowej w Gliwicach i liceum ogólnokształcącego. Podjął pracę jako rolnik. W latach 90. działał w prawicowych ludowych ugrupowaniach. Należał do Polskiego Forum Ludowo-Chrześcijańskiego „Ojcowizna”.
W wyborach parlamentarnych w 2001 został wybrany posłem IV kadencji. Startował z listy Ligi Polskich Rodzin w okręgu wałbrzyskim, następnie przeszedł do koła poselskiego Dom Ojczysty. W 2005 nie ubiegał się o reelekcję, w 2006 bezskutecznie kandydował do sejmiku dolnośląskiego z ramienia Prawa i Sprawiedliwości. Działacz Stronnictwa Ludowego „Ojcowizna”. W 2024 wystartował do sejmiku z listy partii Normalny Kraj.